# Evangelisch-lutherische Pfarrkirche Weidhausen

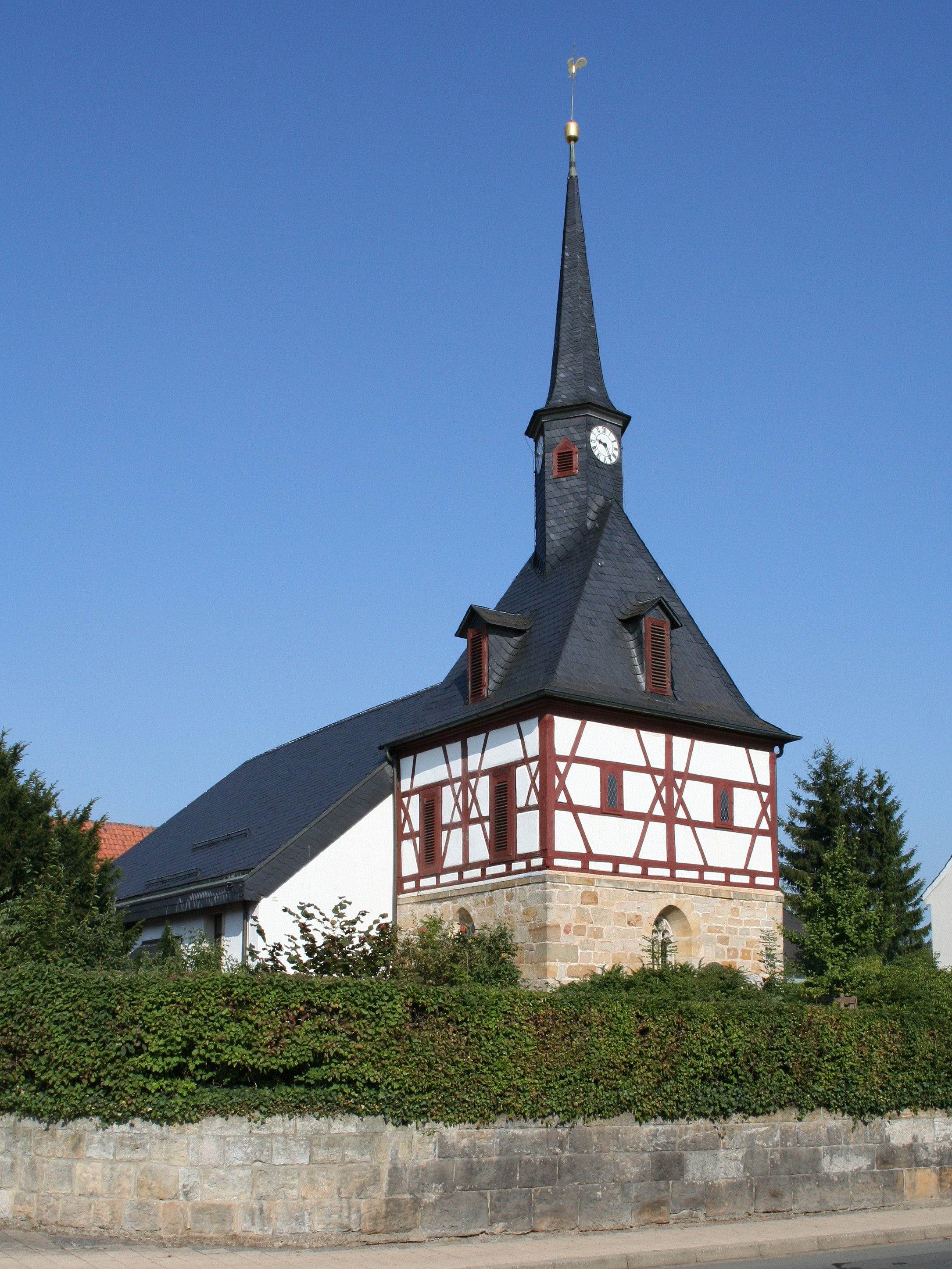
Pfarrkirche in Weidhausen

Die evangelisch-lutherische Pfarrkirche Weidhausen im oberfränkischen Weidhausen bei Coburg im Landkreis Coburg hat einen Kirchturm mit einem Kern aus dem 15. Jahrhundert.

## Geschichte
An der Kreuzung der spätestens im 5. Jahrhundert angelegten Nord-Süd-Straße aus dem Thüringer Wald in Richtung Obermaingebiet, von Haarbrücken über Fechheim, Sonnefeld, Lettenreuth nach Hochstadt am Main, mit der deutlich jüngeren Ost-West-Straße von Ebersdorf bei Coburg nach Trübenbach entstand Weidhausen und ein Gotteshaus, anfangs wohl eine Kapelle. Das massive Sockelgeschoss des Kirchturms mit einem Chorgewölbe wird auf das 15. Jahrhundert datiert. Um 1520 wurde die Westseite aufgebrochen und ein Triumphbogen in die Kapellenwand für eine kleine hölzerne Kirche eingebaut. 1701 war ein Umbau abgeschlossen, bei dem das kleine massive Kirchenschiff mit Fachwerk um acht bis zehn Meter verlängert und die Wände erhöht worden waren. Außerdem wurde eine Sakristei angebaut und im 18. Jahrhundert eine Aufstockung des Turmsockelgeschosses mit einer Fachwerkkonstruktion ausgeführt. 1889 folgte eine umfangreiche Sanierung. 1890 wurde der um die Kirche angelegte Friedhof aufgelöst. Zwischen 1948 und 1953 ließ die Kirchengemeinde eine weitere Instandsetzung durchführen. Bauschäden führten 1977/78 zu einem Neubau des Langhauses nach Plänen des Coburger Architektenehepaars Gerhard und Ilse Schulwitz und zu einer Restaurierung des Fachwerkturmes. Die Baukosten betrugen 1,13 Millionen DM. Am 30. April 1978 war die Einweihung. Im September 2009 wurden drei neue Glocken in die Glockenstube gezogen. Die alten 1919 gegossenen Stahlglocken, die 1917 im Ersten Weltkrieg abgenommene Glocken ersetzten, wurden vor dem Kirchturm aufgestellt.

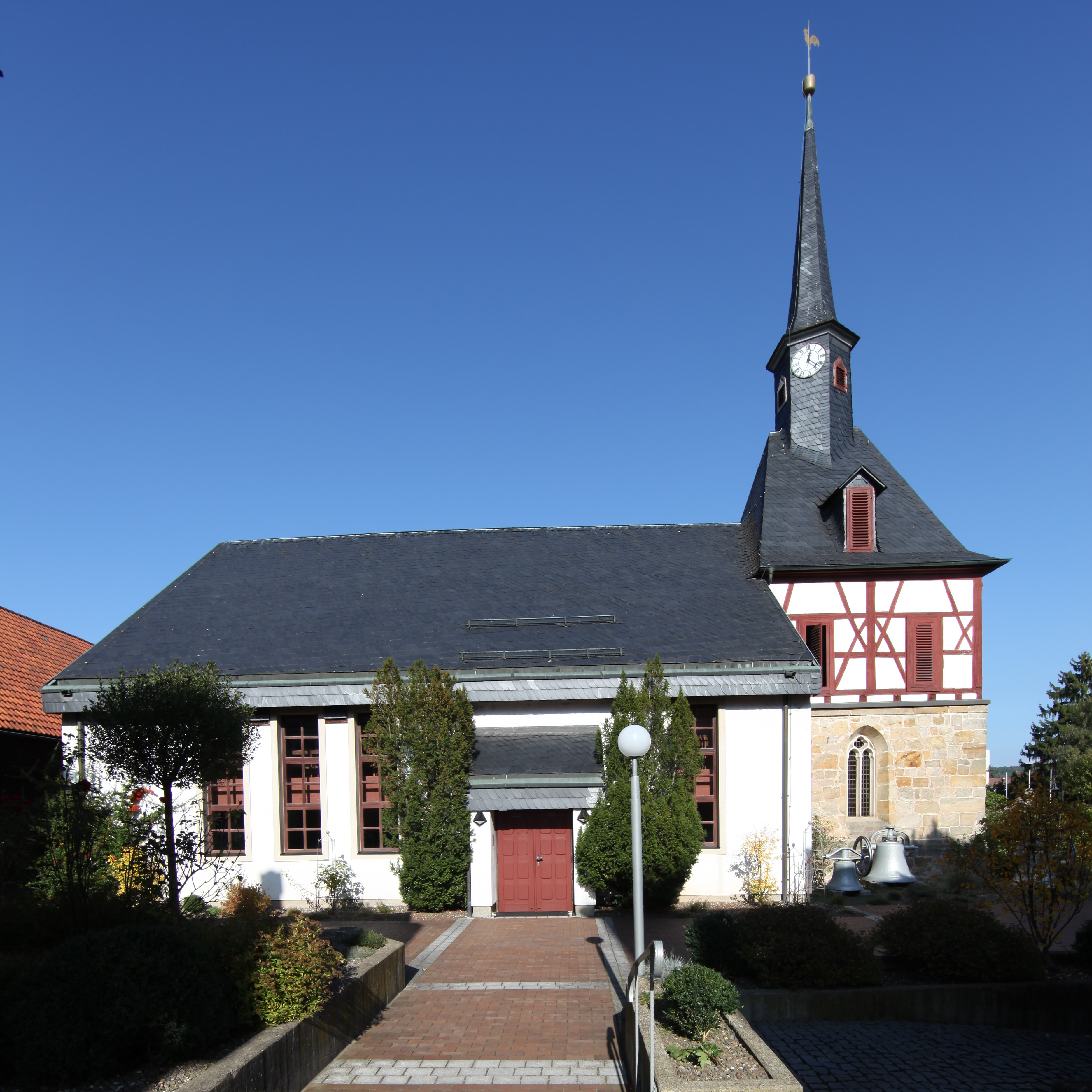
Südseite

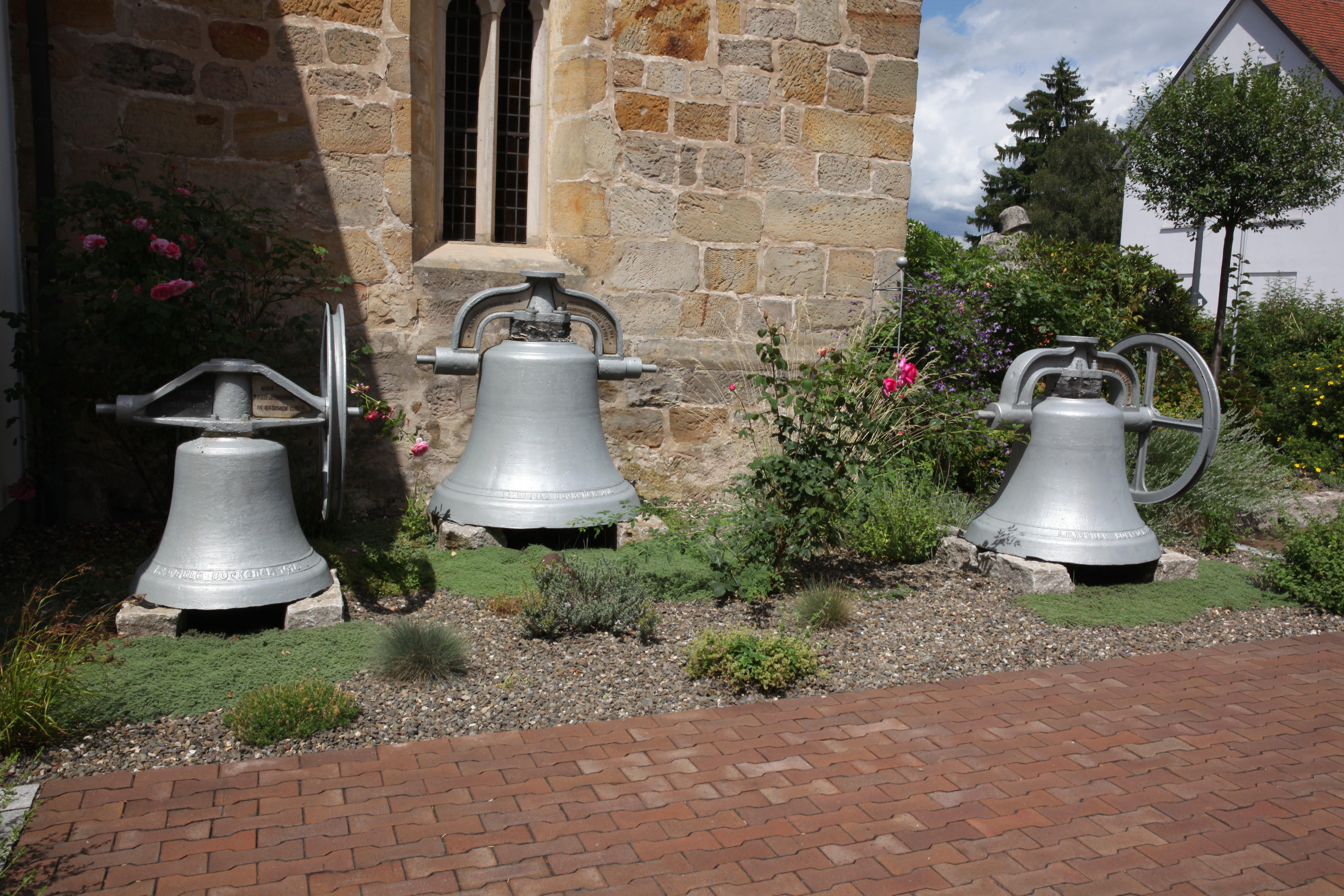
Glocken von 1919

## Baubeschreibung
Die Chorturmkirche steht in Ortsmitte. Markant ist das Turmobergeschoss aus Fachwerk über dem Chorraum mit dem Altar, auf dem sich ein schiefergedecktes Walmdach mit einem achteckigen Dachreiter befindet. Den aus Sandstein errichteten Chorraum, mit quadratischem Grundriss und 5,5 Meter Kantenlänge überspannt ein Kreuzrippengewölbe mit dem Christuskopf als Schlussstein. An der Südseite und der Ostseite sind spitzbogige Fenster vorhanden. Unter dem Altarraum befinden sich wohl die Grablege der Vögte und Herren zu Weidhausen. Grabplatten für Katharina von Wirsberg von 1661 und für Kammerrätin Amalie Veronika von Erffa von 1693 an der östlichen Wand des Chores erinnern daran. Ein spitzbogiger Triumphbogen verbindet den Chor mit dem Langhaus, eine rechteckige Tür mit der nördlich angebauten Sakristei.
Das alte Langhaus war ein einfach gestalteter Fachwerkbau, 15,8 Meter lang und 8,2 Meter breit, mit zweigeschossigen Emporen und verputzter Flachdecke. Das neue, breitere Langhaus hat ein verschiefertes Satteldach und eine verschalte Dachuntersicht aus Holz. Eine eingeschossige Empore ist an der Süd- und Westseite vorhanden.

## Ausstattung
Der Taufstein stammt wohl aus dem 17. Jahrhundert. Ein Buntglas-Kirchenfenster, vom Coburger Kunstglasmaler Bringmann angefertigt, mit einer expressiven Lutherdarstellung befindet sich seit dem Jahr 1931 in der Kirche. Luther wird vor einem flammend-roten Hintergrund gezeigt. Er trägt einen Talar und hält die Bibel in der linken Hand. Die rechte Hand führt eine Feder, welche in Richtung Bibel zeigt. Die 15 Emporenbilder stammen vom Einberger Künstler Herbert Ott. Die Ölbilder sind 1947/48 entstanden und zeigen Szenen aus dem Leben Jesu.

## Orgel
Die Filialkirche besaß Anfang des 18. Jahrhunderts ein Positiv. 1722 wurde das schadhafte Instrument vom Orgelbauer Nikolaus Seeber für 50 Reichstaler repariert und um ein Pedal mit Subbaß 16′ erweitert. 1781 ließ die Gemeinde die alte Orgel durch die erworbene Orgel der Klosterkirche Sonnefeld ersetzen. 1901 wurde in der Kirche eine neue Orgel durch den Coburger Orgelbauer Anton Hasselbarth mit elf Registern, auf zwei Manualen und Pedal aufgestellt. Die Orgel hatte einen neuromanisch gestalteten, fünfteiligen Prospekt mit Rundbogenfeldern, die ungeraden Felder mit Dreieckgiebel abgeschlossen. Pilaster mit Halbsäulenvorlage und mit Zinnen bekrönt sowie ein Obergesims mit Zackenfries schmückten das Gehäuse.
Seit dem Neubau des Kirchenschiffes steht eine zweimanualige Orgel von Walcker mit einem modern gestalteten Prospekt auf der Empore in der südöstlichen Ecke des Langhauses.

## Pfarrei
Weidhausen gehörte anfangs zum Kirchensprengel von Graitz. Ende der 1520er Jahre wurde der Ort evangelisch und kirchlich der Pfarrei Gestungshausen zugeordnet. 1555 war der Wechsel zum näher gelegenen Sonnefeld. 1927 folgte die Erhebung zur Tochterkirchengemeinde der evangelisch-lutherischen Pfarrei Sonnefeld. Aufgrund der Zunahme der Bevölkerung Weidhausens nach dem Zweiten Weltkrieg um etwa ein Drittel auf über 2100 Einwohner erhielt Weidhausen 1946 einen eigenen Seelsorger. Am 1. April 1951 wurde Weidhausen zum Exponierten Vikariat ernannt und damit selbständige Kirchengemeinde. Mit dem Bau eines Pfarrhauses folgte 1958 die Erhebung zu einer Pfarrei. Der Kirchensprengel umfasst nur den Ort Weidhausen. Den Ortsteil Trübenbach betreut weiterhin die Pfarrei Sonnefeld und Neuensorg hat eine eigene Pfarrei, die zum Dekanat Michelau gehört.